# Воронов, Александр Владимирович
Алекса́ндр Влади́мирович Во́ронов (1912 — 1986) — советский инженер, специалист в области ТВ-техники.

## Биография
Родился в 1912 году.
Начальник лаборатории ВНИИ телевидения (до 1966 года назывался НИИ № 8, НИИ № 9, НИИ-380, Ленинград).
Специалист по разработке систем синхронизации и импульсных схем формирования сигналов.
В начале 1950-х годов руководил разработкой первого типового синхрогенератора на эквивалентах длинных линий, которыми были оснащены первые советские телецентры и ПТС.
Главный конструктор аппаратуры «И-400» Ленинградского телецентра.
В 1970-х годах — начальник физико-технологической лаборатории.
Умер в 1986 году.

## Награды
- Сталинская премия 1-й степени (1950) — за создание новой высококачественной телевизионной передающей системы высокой чёткости (реконструкции МТЦ в стандарте 625 строк).